# Тишковская Слобода
Тишковская Слобода (укр. Тишківська Слобода) — село на Украине, находится в Гайсинском районе Винницкой области.
Код КОАТУУ — 0520884812. Население по переписи 2001 года составляет 55 человек. Почтовый индекс — 23700. Телефонный код — 4334.
Занимает площадь 0,448 км².

## Адрес местного совета
23734, Винницкая область, Гайсинский р-н, с.Мытков, ул.Ленина, 57